# Београд испод Београда
Београд испод Београда је књига чији су аутори Зоран Љ. Николић и Видоје Д. Голубовић, прво издање објављено 2002. године у издању "Службеног лист СРЈ" из Београда. Касније је издато још девет допуњених и измењених издања код "Службеног листа СРЈ", тј. "Службеног гласника". Обновљено издање књиге објавила је издавачка кућа "Лагуна" 2013. године.

## О ауторима
- Зоран Љ. Николић (1967), новинар и публициста. Од 1997. године ради за "Вечерње новости". Године 2002. објавио је прву књигу (са др Видојем Голубовићем), Београд испод Београда. Следећу књигу, Масонски симболи у Београду, објавио је 2005. године. Следе зетим књиге: Глобализација за неупућене (2007), сатирична књига, Тајна Новог Београда (2010) са Мирком Радоњићем, Декада (2011) збирка поезија, Град тајни (2011), роман, БГ приче. 1-3 (2018), приче.[2]
- Видоје Д. Голубовић (1953), научни сарадник, био запослен на Институту за међународну политику и привреду у Београду. Голубовић је окторирао на Факултету за безбедност. Бави се изучавањем културно-историјске баштине и њеним представљањем јавности кроз туризам. Објавио је стотинак научних и стручних радова и  био уредник више научних зборника и монографија.[3]
- Драган Миловановић (1967) се бави фотографијом, и од 1989. године ради за "Вечерње новости". Добитник је више престижних новинских награда за фотографију.[4]

## О делу
Књига Београд испод Београда бави се истраживањем непознатих подземних објеката испод Београда и покушај да се разуме његова несвакидашња историја.
О истраживању подземног света Београда и значају исток Предраг Ј. Марковић је рекао:
| „ | Подземни свет испод великих градова није само предео људске уобразиље. Све цивилизације, а поготово сваки град, као чвориште сваке сложеније људске заједнице, с временом урањају у земљу. Садашњи житељи сваког града на земаљском шару тек су горња површ једног временског стуба који извире из подземља сачињеног од многих слојева. То сви знамо. Али оно што не знамо, или што превиђамо, јесте да је Београд од оних градова где су се природа и историја здружиле да створе узбудљиву подземну топографију. | ” |

Књига представља истраживачко дело које се бави заборављеним подземним објектима и другим тајнама које се крију испод Београда. Осим о некадашњем Београду, посредно је испричана прича и о овом данашњем. Подземне "градове", који се налазе испод овог данашњег по коме ходамо, градили сви народи од Римљана до данас, према речима архитекте Александра Ивановића, и сведоче о континуитету града. Истражујући подземне, аутори су истовремено открили историјске дубине Београда и судбину његових становника. Београд испод Београда чине лагуми, бунари, подруми, заборављена гробља, и његова подземна мапа је густо испреплетена, од тајних тунела испод Улице цара Душана, Тадеуша Кошћушка, Карађорђеве, Косанчићевог венца, пећина испод Париске, бунара у Рузвелтовој, подземних пролаза на Чукарици, заустављене реке испод Аутокоманде, римског водовода код Цветкове пијаце, па све до Малог Мокрог Луга.
Књига Београд испод Београда је опремљена фотографијама Драгана Миловановића.